# Meritev
Merítev ali mérjenje je skupek ali niz opravil za določevanje velikosti kakšne značilnosti telesa, kot sta na primer njegova dolžina ali masa, relativno glede na enoto meritve, oziroma vrednosti neke merjene fizikalne količine. Meritve po navadi zahtevajo merilne priprave, kot sta ravnilo in tehtnica, ki so umerjene, da se lahko telo primerja s kakšnim standardom, na primer meter ali kilogram. V znanosti, kjer ima točna meritev odločilno vlogo, ima meritev tri dele: meritev samo, mejo napake meritve in stopnjo zaupanja - verjetnost, da je dejanska lastnost fizikalnega telesa znotraj meje pogreška.
Izmerimo lahko na primer dolžino telesa z velikostjo 2,34 m ± 0,01 s 95 % stopnjo zaupanja.
Z meritvami se ukvarja znanstvena veda metrologija, oziroma meroslovje. V teoriji meritev je meritev opazovanje, ki zmanjša negotovost, izraženo kot količina. Takšna opazovanja opišemo z glagolom mériti. Vključuje določevanje fizikalnih količin kot so: dolžina, razdalja, hitrost, pospešek, temperatura, energija, čas ali Planckova konstanta, tako intenzivne kot ekstenzivne. Lahko vključuje tudi stvari, kot je ocenitev vedenja, vrednosti in zaznavanja v pregledih ali preskusih zmožnosti posameznikov.

## Merjena količina
V fizikalnih znanostih je meritev najpogosteje mišljena kot razmerje kakšne fizikalne količine do standardne količine iste vrste. Meritev dolžine je na primer razmerje fizične dolžine do kakšne standardne dolžine, kot je standardni meter. Meritve so po navadi podane kot zmnožek realne brezrazsežne številske vrednosti in merske enote (fizikalne enote) meritve, na primer 2,53 m. Včasih so meritve podane tudi s kompleksnimi števili, na primer električna impedanca.
Definicija merjene količine je odvisna od zahtevane točnosti meritve. Za popoln opis merjene količine bi potrebovali neskončno mnogo informacij in je zato njena definicija vedno nepopolna. Tudi pogojev iz definicije ne moremo nikoli v celoti izpolniti, tako da meritev vedno izvedemo na količini, ki je samo približek izmerjene.

## Opazovanja in napaka
Za merjenje običajno potrebujemo inštrumente, ki so za ta namen izdelani in umerjeni, na primer termometer, kljunasto merilo, brzinomer (tahometer), pospeškomer (akcelerometer), tehtnica, vzmetna tehtnica (silomer, dinamometer) ali voltmeter. Ocenitve in preskusi imajo v akademskih preskusih, zmožnostnih preskusih, volilnih pravicah ipd. vlogo nekakšnih »merilnih inštrumentov«. 
Meritve imajo vedno napako in zaradi tega merilne negotovosti. 
Merilne napake imamo po navadi za normalno porazdeljene okoli prave vrednosti izmerjene količine. S to predpostavko ima vsaka meritev tri sestavne dele: 
- oceno
- mejo napake ocene
- verjetnost, da dejanska vrednost leži znotraj meje napake ocene.

Merjenje dolžine deske lahko da meritev 2,53 m ± 0,01 m z verjetnostjo 99 %.
Pred opazovanji je treba določiti začetno stanje negotovosti, če želimo uporabljati statistične metode, ki se zanašajo na predhodno znanje (bayesovske metode, uporabna informacijska ekonomija). To lahko storimo s kalibrirano verjetnostno ocenitvijo.
Meritev je temeljni pojem v znanosti in ena od stvari, ki jo razlikuje od psevdoznanosti. Lahko je postaviti teorijo o naravnih pojavih, težko pa najti znanstveno teorijo, ki predvideva meritve z veliko točnostjo. Meritve so pomembne tudi v industriji, trgovini, tehniki, gradbeništvu, farmaciji, elektroniki.
»Kadar lahko izmeriš nekaj, o čemer govoriš, in to izraziš v številih, veš nekaj o tem. Kadar pa ne moreš tega izraziti s števili, je tvoje znanje borno in nezadostno; lahko je začetek znanja, vendar si se v svojih mislih komaj kar približal znanstvenim razmeram.« —lord Kelvin

## Zgodovina merjenja
Zgodovina merjenja je vsebina v sklopu zgodovine znanosti in tehnike. Meter je kot dolžinsko enoto standardizirala Francoska akdemija znanosti leta 1791 malo pred koncem francoske revolucije in so ga do sedaj sprejeli skoraj po vsem svetu. Njegova trenutna definicija, sprejeta leta 1983, je izpeljana prek hitrosti svetlobe. Ta definicija je omogočila, da so lahko znanstveniki izmerili valovne dolžine svojih laserjev z negotovostjo 1/5. Za določevanja metra po laboratorijih so ob definiciji metra predlagali jodno stabiliziran helij-neonski laser kot »priporočeno sevanje«. Za namene prikaza metra je sprejeta vrednost valovne dolžine HeNe-laserja: λHeNe = 632.99139822 nm z ocenjeno relativno standardno merilno negotovostjo U 2,5 · 10–11.

## Merilni standardi
Zakone, ki urejujejo meritve, so prvotno razvili, da bi preprečili prevare. Danes so merske enote v splošnem določene na znanstveni podlagi in urejene z mednarodnimi dogovori. V ZDA komercialne meritve urejuje Nacionalni inštitut za standarde in tehnologijo (NIST), del Ministrstva za trgovino ZDA.

## Enote in merski sistemi
Opredelitev opisa natančnih merilnih standardov obsega dve ključni značilnosti, ki sta razvidni v mednarodnem sistemu enot (SI). V tem sistemu se definicija vsake osnovne enote sklicuje na posebne izkustvene pogoje ter, z razliko od kilograma, tudi na druge kvantitativne lastnosti. Vsaka izpeljana enota SI je določena izključno z izrazi razmerja, ki vključuje enoto samo in druge enote. Enota za hitrost je na primer 1 m/s. Zaradi dejstva, da se izpeljane enote navezujejo na osnovne enote, je opis izkustvenih pogojev vključen del definicije vseh enot.

### Metrski sistem
Metrski sistem je desetiški merski sistem, ki temelji na metru in gramu. Obstaja več različic metrskega sistema z različnimi izbirami osnovnih enot, čeprav ne vplivajo na današnjo rabo sistema. Od 1960-tih je mednarodni sistem enot mednarodno priznan standardni metrski sistem. Metrske enote za maso, dolžino in elektriko se v sveto veliko uporabljajo tako za vsakdanje kot za znanstvene namene. Glavna prednost metrskega sistema je, da za vsako fizikalno količino obstaja ena osnovna enota. Vse druge enote so potence števila 10 ali njegovi večkratniki te osnovne enote. Pretvorba enot je vedno preprosta, saj bodo v razmerju deset, sto, tisoč itd. Vse dolžine in razdalje se na primer merijo v metrih ali tisočinkah metra (milimetrih), oziroma v tisočih metrih (kilometrih) itd. V sistemu ni različnih enot z različnimi pretvorbenimi faktorji kot v sistemu imperialnih enot: palec, čevelj, jard, seženj ali rod. Večkratniki in manjši večkratniki so povezani z osnovnimi enotami s potencami 10, tako da se decimalno mesto lahko preprosto premakne. 1,234 metrov je 1234 milimetrov ali 0,001234 kilometrov. Raba ulomkov kot je na primer 2/5 metra ni prepovedana, je pa neobičajna.

### Mednarodni sistem enot
Mednarodni sistem enot (s kratico SI iz francoskega imena Système International d'Unités) je sodobna, prenovljena oblika metrskega sistema. Je najpogosteje uporabljen merski sistem, tako v vsakdanji trgovini in znanosti. Sistem se je razvil leta 1960 iz sistema  meter-kilogram-sekunda (MKS), in ne iz sistema centimeter-gram-sekunda (CGS), ki je imel več različic. Z razvojem mednarodnega sistema enot so vpeljali več novih poimenovanih enot, ki prej niso bile del metrskega sistema.
Obstajata dve vrsti enot SI, osnovne in izpeljane. Osnovne enote so enote za dolžino, maso, čas, električni tok, temperaturo, množino snovi in svetilnost. Izpeljane enote se tvorijo iz osnovnih. Izpeljana enota za gostoto je na primer kg/m3.

### Imperialni sistem enot
Preden so bile sprejete enote SI, sta se v Združenem kraljestvu, Skupnosti narodov in ZDA uporabljala britanska sistema angleških enot in kasneje imperialnih enot. Sistem je postal znan kot sistem običajnih enot ZDA, in se še vedno uporablja v ZDA ter nekaterih karibskih državah. Več merskih sistemov se je imenovalo sistem čevelj-funt-sekunda po imperialnih enotah za dolžino, težo in čas. V Združenem kraljestvu je v rabi še več imperialnih enot, čeprav so uradno preklopili na mednarodni sistem enot. Prometni znaki so še vedno v miljah, jardih, miljah na uro itd. Ljudje merijo višine v čevljih in palcih, sodavica se prodaja v pintih. Imperialne enote se uporabljajo tudi drugod, na primer v več karibskih državah, ki so že sprejele mednarodni sistem enot. Površina zemlje se meri v jutrih in bivalna površina v kvadratnih čevljih, še posebej za trgovske posle, bolj kot za državne statistike. Podobno se v več državah, ki so že sprejele metrski sistem, na bencinskih črpalkah rabi imperialna galona, na primer v Združenih arabskih emiratih.

#### Pretvorbene predpone
Mednarodni sistem enot omogoča preprosto množenje pri pretvarjanju med enotami z enako osnovo in različno predpono. Za pretvorbo metrov v centimetre je treba le pomnožiti številsko vrednost v metrih s 100 (102), saj velja, da je 1 m enak 100 cm. Obratno je treba pri pretvorbi iz centimetrov v metre pomnožiti vrednost v centimetrih z 0,01, oziroma z 10-2.

### Dolžina
Ravnilo je priprava, ki se uporablja na primer v geometriji, tehniškem risanju, tehniki ali tesarstvu za meritev razdalj/dolžin ali za risanje ravnih črt. Strogo rečeno je ravnilo priprava za določevanje in delanje ravnih črt, umerjena priprava za meritev dolžine pa je merilo (oziroma meter), čeprav se obe pripravi večkrat imenujeta ravnilo. Trak za merjenje se uporablja za meritev, ne pa tudi za risanje ravnih črt. Dvometrsko tesarsko merilo se lahko zloži na dolžino 20 cm in gre brez problema v žep. Petmetrski trak za merjenje se lahko zloži v majhno ohišje.

### Čas
Najbolj običajne priprave za merjenje časa so ure. Kronometer je priprava, ki je dovolj natančna pri prenašanju. Zgodovinsko je bil izum kronometra velik korak naprej pri določevanju zemljepisne dolžine in pomoč v nebesni navigaciji. Najbolj točna priprava za merjenje časa je atomska ura.
Pred iznajdbo ure so merili čas s peščenimi, sončnimi in vodnimi urami.

### Masa
Masa se nanaša na notranjo lastnost vseh snovnih teles, da se upirajo spremembam njihovih gibalnih količin. Teža je na drugi strani navzdol usmerjena sila, ki jo povzroča masa v težnostnem polju. Pri prostem padu telesa nimajo teže, ohranijo pa svojo maso. Metrski enoti za maso sta gram in kilogram. Imperialne enote so unča, funt in tona.
Naprava za merjenje teže ali mase je tehtnica. Tehntnica na vzmet meri silo in ne maso, tehtnica na protiutež primerja mase, vendar za delovanje potrebuje težnostno polje. Najbolj točna priprava za merjenje teže ali mase je digitalna tehtnica, ki za delovanje tudi potrebuje težnostno polje, in pri prostem padu ne bi delovala.

### Ekonomija
V ekonomiji so mere fizikalne mere, mere vrednosti imenske cene in mere vrednosti ustaljene cene. Te mere se med seboj razlikujejo po spremenljivkah, ki jih merijo, in po spremenljivkah, ki niso vključene v meritve. Merljive spremenljivke v ekonomiji so količina, kakovost in porazdelitev. Z izključitvijo spremenljivk iz meritev je možno meritev bolje osredotočiti na dano spremenljivko, kar pa pomeni tudi ožji pristop.

## Težave
Ker je točna meritev zelo pomembna na mnogih področjih in ker so vse meritve neizogibno približki, je potreben velik napor, da se meritve izvedejo točno kot se da. Zgled je računanje časa, ki je potreben, da telo prosto pade z višine 1 m. Fizika pokaže, da je v Zemljinem težnostnem polju ta čas enak približno 0,45 s. Pri tem lahko nastopi več virov za napako. Račun za težni pospešek običajno jemlje vrednost 9,8 m/s2, kar je točno na dve decimalni mesti. Zemljino težnostno polje se spreminja z višino in je odvisno še od drugih činiteljev. Račun zahteva tudi kvadratni koren iz vrednosti 0,45, kjer se zaokroža na neko število decimalk, v tem primeru na dve. Do sedaj so bili omenjeni le znanstveni viri napake. Pri dejanskem prostem padu z 1 m palice in z uporabo štoparice za merjenje časa padca se pojavijo še drugi viri napake. Najbolj običajna je preprosta malomarnost. Težko je določiti kdaj točno telo začne padati in kdaj se dotakne tal. Tudi meritvi višine in časa prineseta nekaj napake. K netočnosti prispeva tudi upora zraka.

## Opredelitve in teorije

### Klasična opredelitev
V klasični opredelitvi, ki je standardna v fizikalnih znanostih, je meritev določitev ali ocena razmerij količin. Količina in meritev sta medsebojno opredeljeni: količinske lastnosti so tiste, ki so merljive, vsaj načeloma. Klasično predstavo o količini lahko zasledimo pri Wallisu in Newtonu. Predvidel jo je že Evklid v svojem delu Elementi.